# S-IVB
S-IVB (вимовляється як «Сі-фо-Бі») — був третім ступенем ракети-носія Сатурн V і другим ступенем ракети-носія Сатурн 1Б. Побудований Douglas Aircraft Company, він мав один ракетний двигун J-2. Для місячних місій його запускали двічі: спочатку для виведення на орбіту Землі після відключення другого ступеня, а потім для трансмісячної ін'єкції (TLI).

## Історія
S-IVB розвинувся з верхнього ступеня ракети Сатурн I (S-IV) і був першим ступенем Сатурн V, який був розроблений. S-IV використовував групу з шести двигунів RL10, але використовував те саме паливо, що й S-IVB — рідкий водень і рідкий кисень. Спочатку він також мав бути четвертим ступенем запланованої ракети під назвою C-4, звідси й назва S-IV.
Одинадцять компаній подали пропозиції стати головним підрядником на сцені до кінцевого терміну 29 лютого 1960 року. Адміністратор НАСА Т. Кейт Гленнан 19 квітня вирішив, що Douglas Aircraft Company отримає контракт. Convair посіла друге місце, але Гленнан не хотів монополізувати ринок ракет, що працюють на рідкому водневому паливі, оскільки Convair вже створював ступінь Centaur ракети Atlas-Centaur.
Зрештою, Центр космічних польотів імені Маршалла вирішив використати ракету C-5 (пізніше названу Сатурн V), яка мала три ступені та мала оновлену S-IV під назвою S-IVB з одним J-2 двигун, на відміну від групи з 6 двигунів RL-10 на S-IV. Дуглас отримав контракт на S-IVB через схожість між ним і S-IV. Тоді ж було вирішено створити ракету C-IB (Сатурн IB), яка б також використовувала як другий ступінь S-IVB і могла б використовуватися для випробувань космічного корабля «Аполлон» на низькій навколоземній орбіті.
Було побудовано 12 ступенів S-IVB серії 200 і 16 ступенів S-IVB серії 500, а також 3 випробувальні ступені. NASA працювало над придбанням 4 додаткових ступенів серії 200 (як частини 4 нових ракет Saturn IB, SA-213 до 216), але фінансування так і не відбулося, і замовлення було скасовано в серпні 1968 року до того, як було зібрано обладнання S-IVB. Так само приблизно в той же час було скасовано замовлення на два додаткових ступені серії 500 (для ракет Сатурн V 516 і 517).

## Конфігурація
Дуглас побудував дві різні версії S-IVB, серію 200 і серію 500. Серія 200 використовувалася Сатурн ІБ і відрізнялася від 500 тим, що не мала проміжного ступеню, що розпалювався, і мала менший тиск гелію на борту, оскільки його не потрібно було перезапускати. У серії 500 проміжний ступінь потрібно було спалахнути, щоб відповідати більшому діаметру ступенів S-IC і S-II Сатурн V. Серія 200 також мала три твердотільні ракети для відділення ступеня S-IVB від S- Ступінь IB під час запуску. У серії 500 це було скорочено до двох, і було додано два невеликі модулі підрулюючої системи APS (Auxiliary Propulsion System, APS) як двигуни незаповненого простору для перезапуску двигуна J-2 і для забезпечення контролю положення під час фаз польоту по інерції.

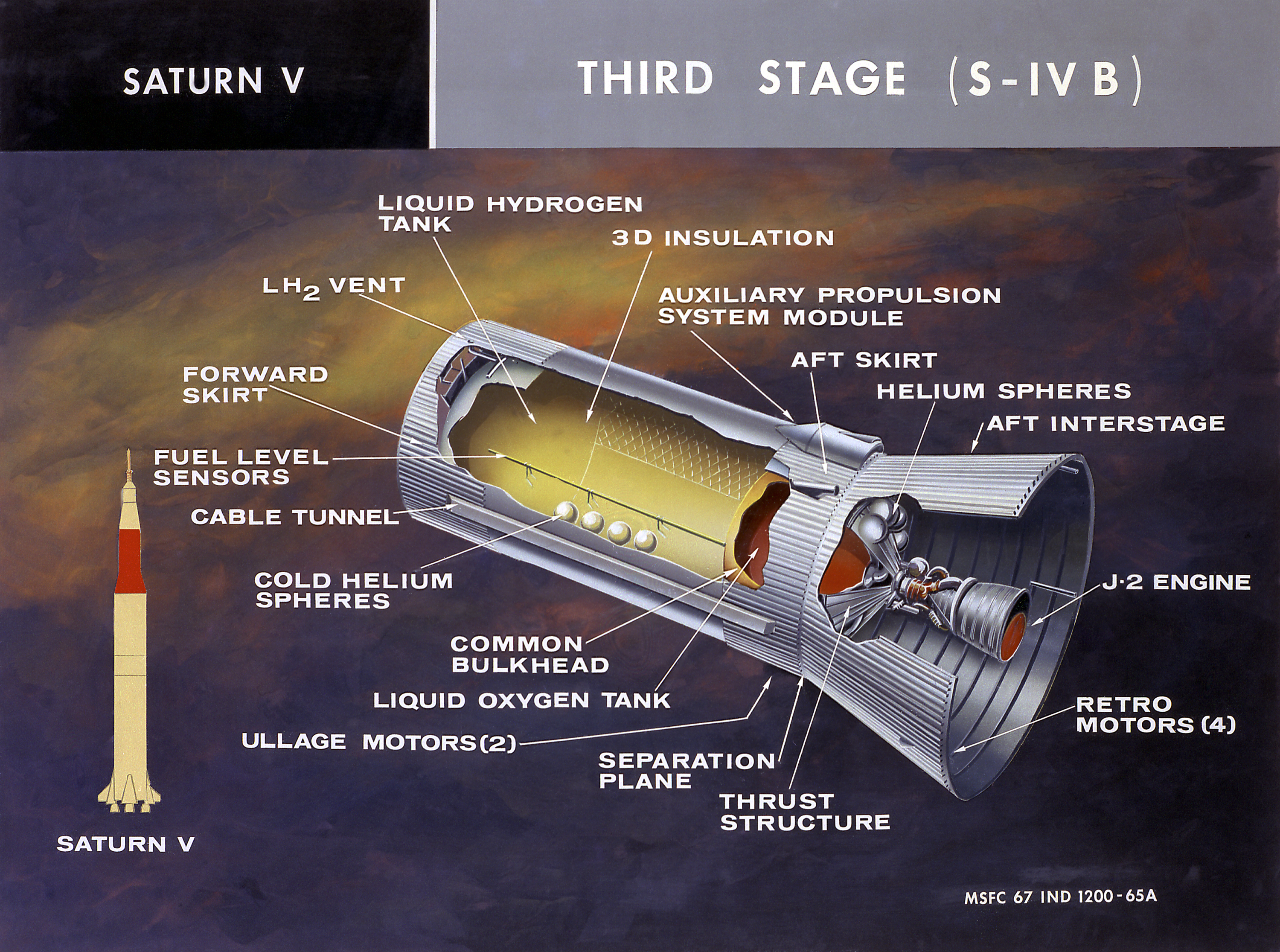
Малюнок Saturn V S-IVB у розрізі

S-IVB мав 73 280 літрів рідкого кисню (LOX), масою 87 200 кг. Також 252 750 літрів рідкого водню (LH2), масою 18 000 кг. Порожня маса склала 10 000 кг.

### Допоміжна рухова система
Керування положенням забезпечувалося поворотом двигуна J-2 під час польоту з двигуном і двома модулями APS під час інерції. Модулі APS використовувалися для керування трьома осями під час фаз інерції, контролю крену під час стрільб J-2 та незаповненого обсягу для другого запалювання двигуна J-2. Кожен модуль APS містив два підрулюючі пристрої потужністю 150 фунтів сил, що забезпечують тягу для крену та тангажу, ще один підрулювач 150 фунтів сил для повороту й один підрулювач 70-фунтів-сил для незаповненого простору. Кожен модуль містив власні паливні баки вагою 68 кг чотириокису азоту і 52 кг монометилгідразину, а також стисненого гелію для створення тиску в його паливах.

## Використання
Зайвий танк S-IVB із серійним номером 212 був переобладнаний у корпус для Skylab, першої американської космічної станції . Скайлеб був запущений на Сатурні V 14 травня 1973 року, і врешті-решт він знову увійшов в атмосферу 11 липня 1979 року. Другий S-IVB із серійним номером 515 також був переобладнаний у резервний Skylab, але цей так і не здійснив політ.
Під час місій Аполлон-13, Аполлон-14, Аполлон-15, Аполлон-16 і Аполлон-17 ступені S-IVB врізалися в Місяць, щоб виконати сейсмічні вимірювання, які використовуються для визначення характеристик місячних надр.

## Зображення

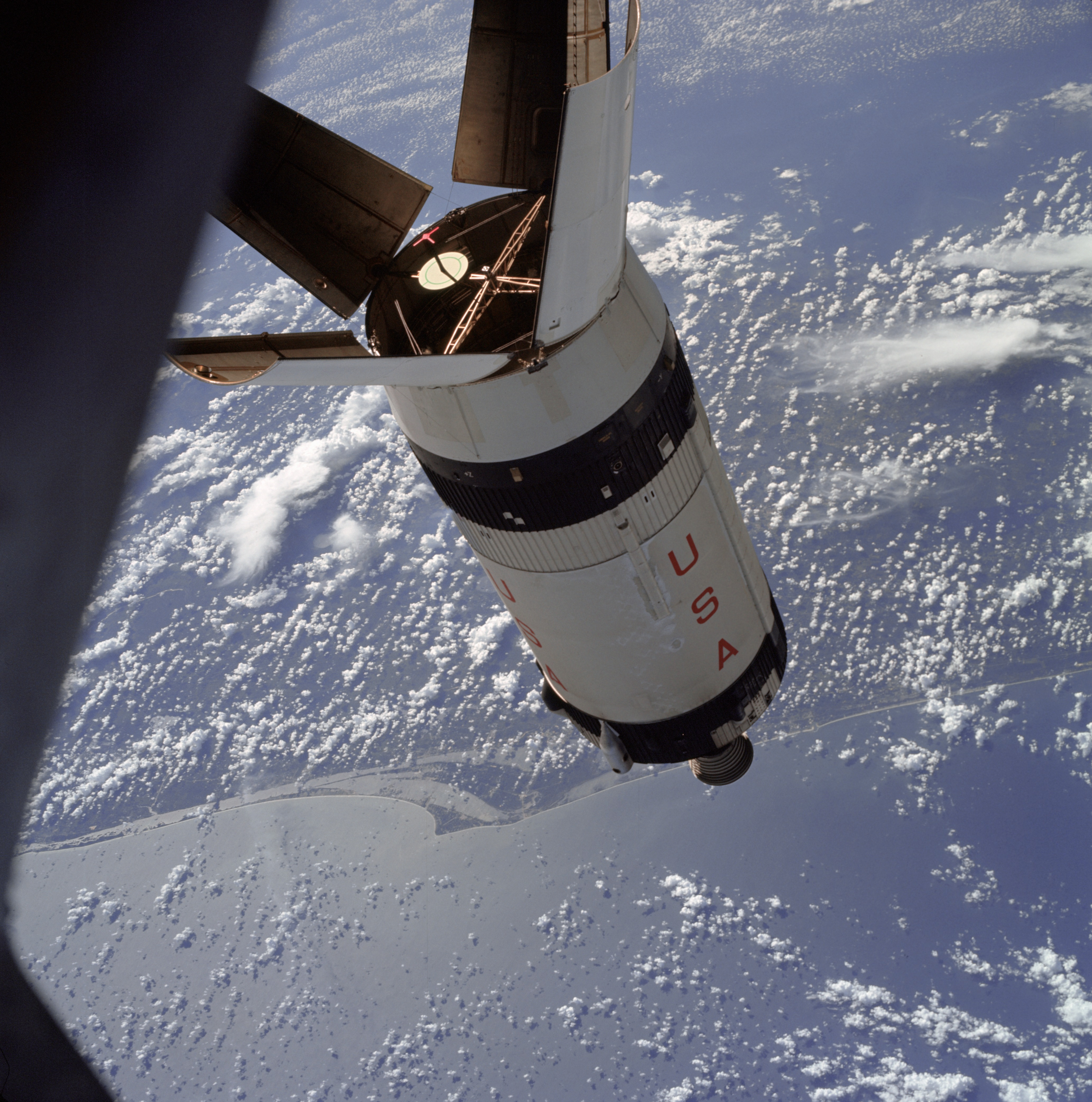
Аполлон 7 S-IVB на орбіті над мисом Канаверал.
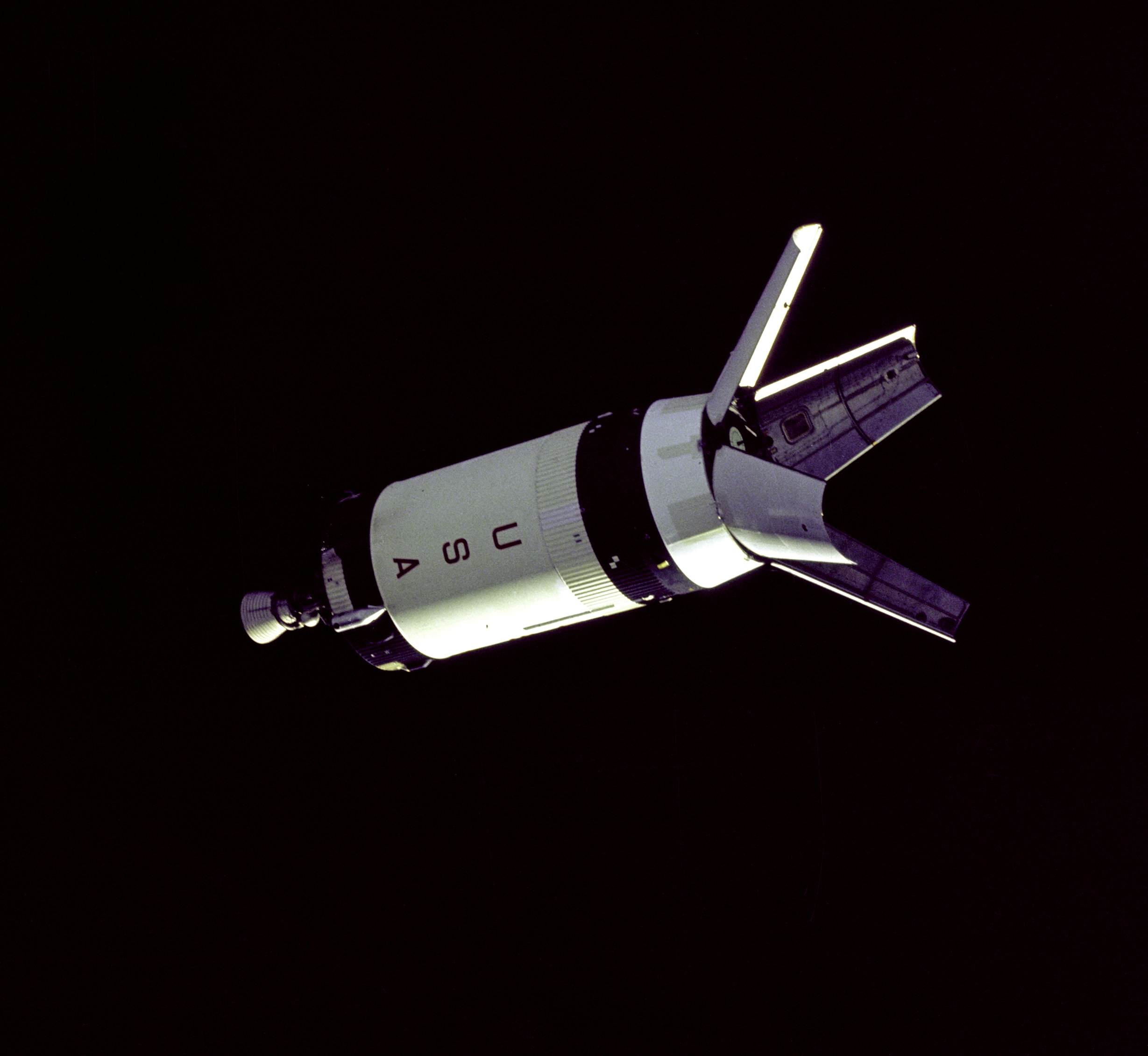
Віддалений вид на ступінь Аполлон 7 S-IVB
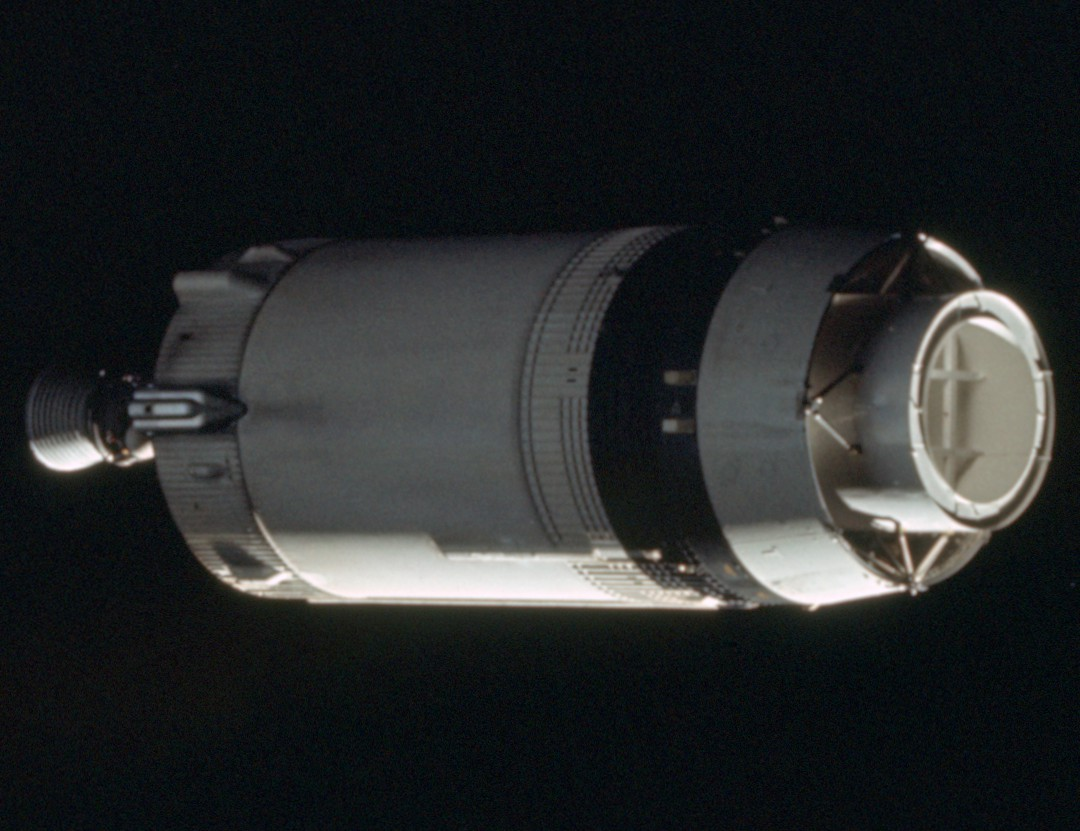
Аполлон 8 S-IVB, незабаром після відділення